# 미야마촌 (도쿠시마현)
미야마촌(三山村)은 도쿠시마현 오에군에 있던 촌이다. 현재의 요시노가와시에 해당한다.

## 역사
- 1889년 10월 1일 - 정촌제 시행에 의해 4촌의 구역으로 성립하였다.
- 1955년 1월 1일 - 미야마촌이 분립으로 일부 구역이 히가시야마촌, 나카에다촌과 합병해 미사토촌, 잔부는 야마세정, 가와타정과 합병해, 야마카와정이 성립, 동일 미야마촌은 폐지되었다.